# Пунакха (дзонгхаг)
Пунакха (дзонг-кэ སྤུ་ན་ཁ་རྫོང་ཁག, вайли Spu-na-kha rdzong-khag) — дзонгхаг в Бутане.

## География
Дзонгхаг расположен на западе Бутана в месте слияния рек Пхо и Мо, которые формируют реку Санкош, и занимает площадь в 845 км². Он относится к центральному дзонгдэю Бутана.
Температура воздуха меняется от — 4 °C до + 35 °C. Среднегодовое количество осадков 1500 мм. Высоты колеблются от 1200 до 4800 метров.
Территорию дзонгхага частично занимает Национальный парк Джигме Дорджи, на территории парка расположены такие населённые пункты, как Пахо (англ. Pajo), Кхуру (англ. Khuru) и др.

## Население
Перепись населения и жилищного фонда в 2005 показала, что в Пунакхе проживает в общей сложности 17 715 человек, из которых 50,7 % — мужчины, и 49,3 % — женщины. В дзонгхаге насчитывается 1891 домашнее хозяйство. Приблизительно 12,9 % от общего числа населения живёт в городах, в то время как 87,1 % от общего числа населения живёт в сельских районах дзонгхага. 60,8 % населения грамотны, в то время как приблизительно 39,2 % — неграмотны.

## Административное деление
Административным центром дзонгхага является город Пунакха.
Пунакха состоит из одиннадцати гевогов:
- Барп
- Гоеншари
- Гума
- Дзомо
- Кабджиса
- Лингмукха
- Тало[нем.]
- Тоеванг
- Тоеписа
- Чхубу
- Шенга-Бджиме

## Экономика
В Пунакхе развито сельское хозяйство, выращивается рис, овощи и фруктовые растения.
Также дзонгхаг является привлекательным местом для туристов, которые интересуются богатой историей Бутана.

Пунакха (дзонгхаг)
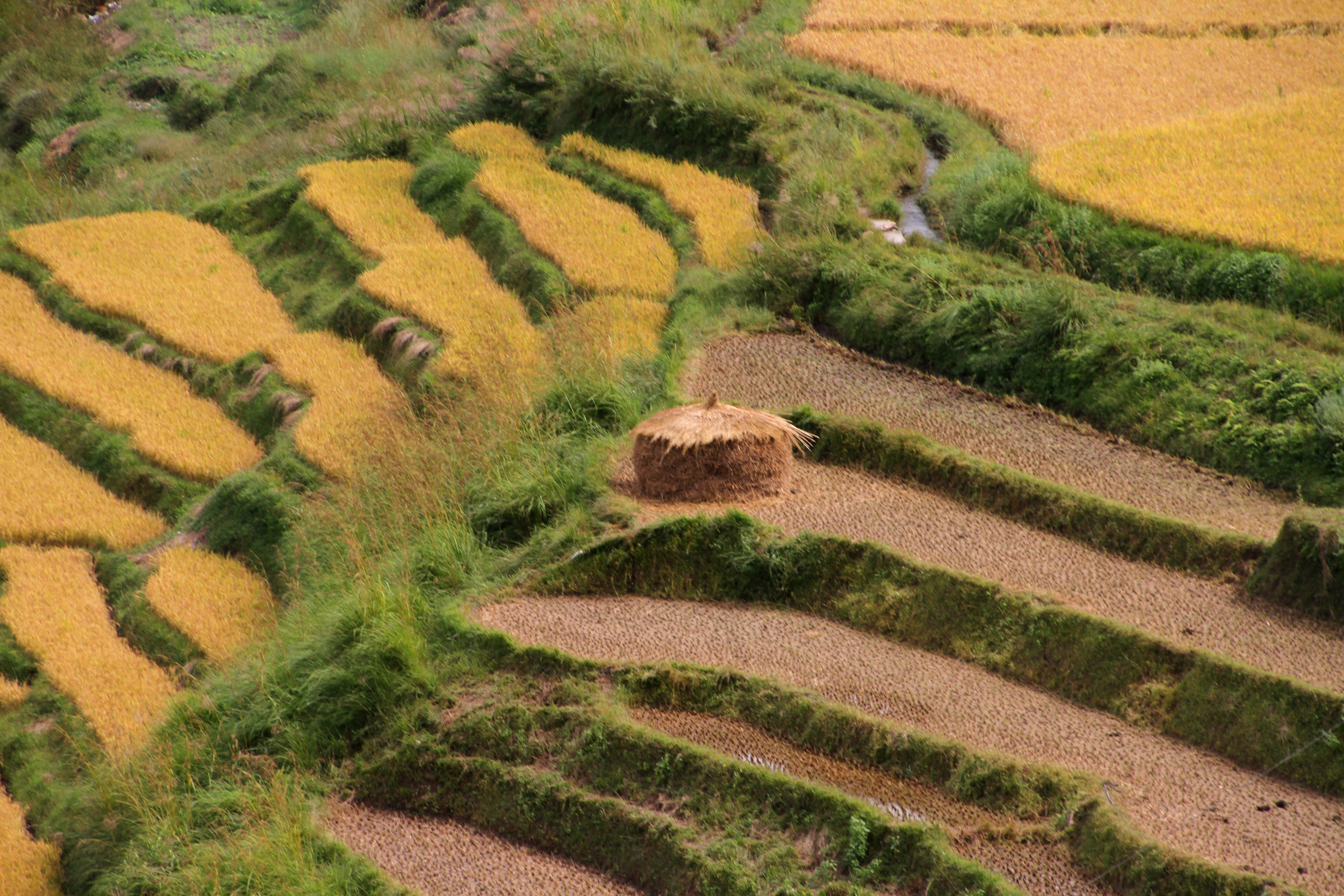
Пунакха
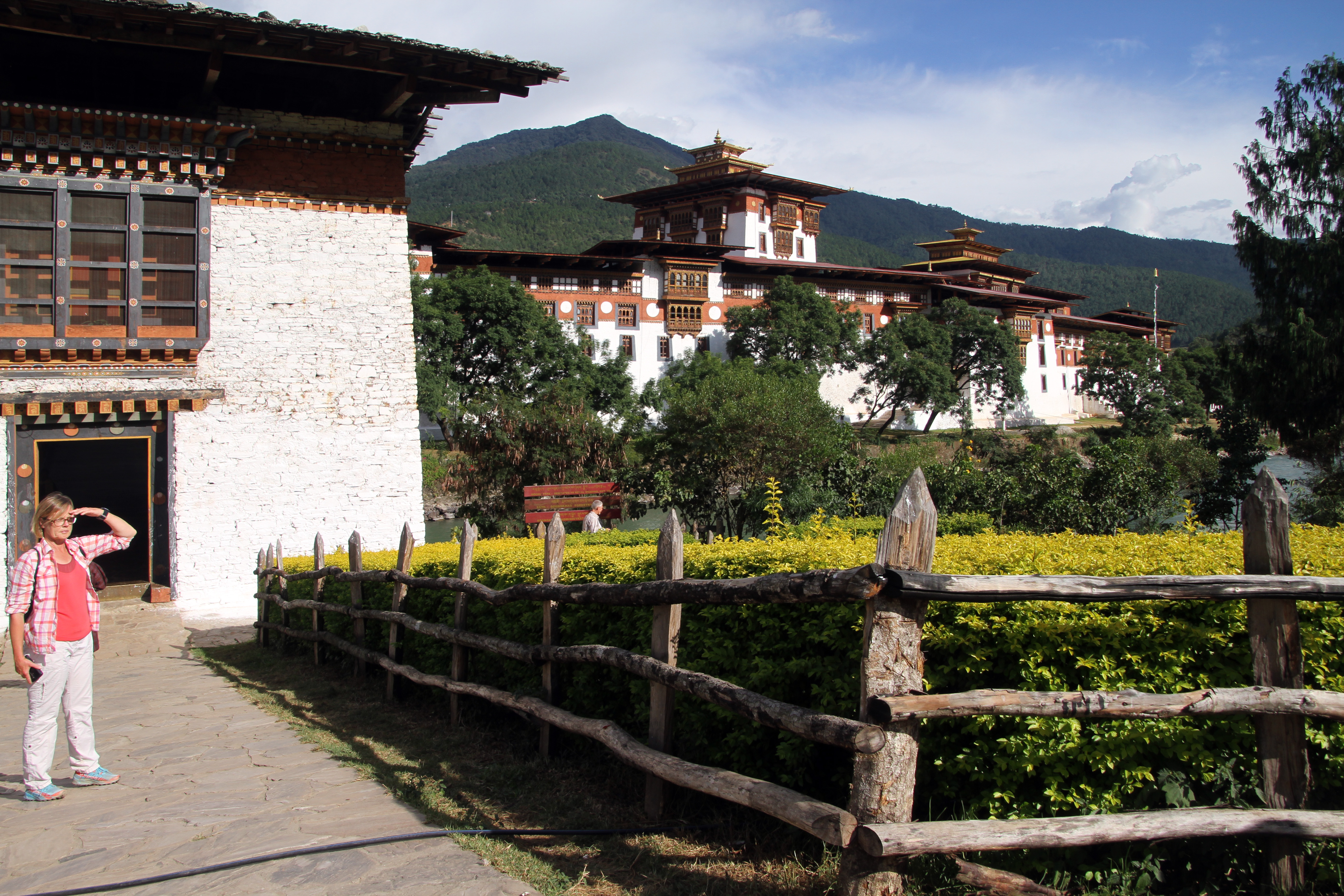
Дзонг
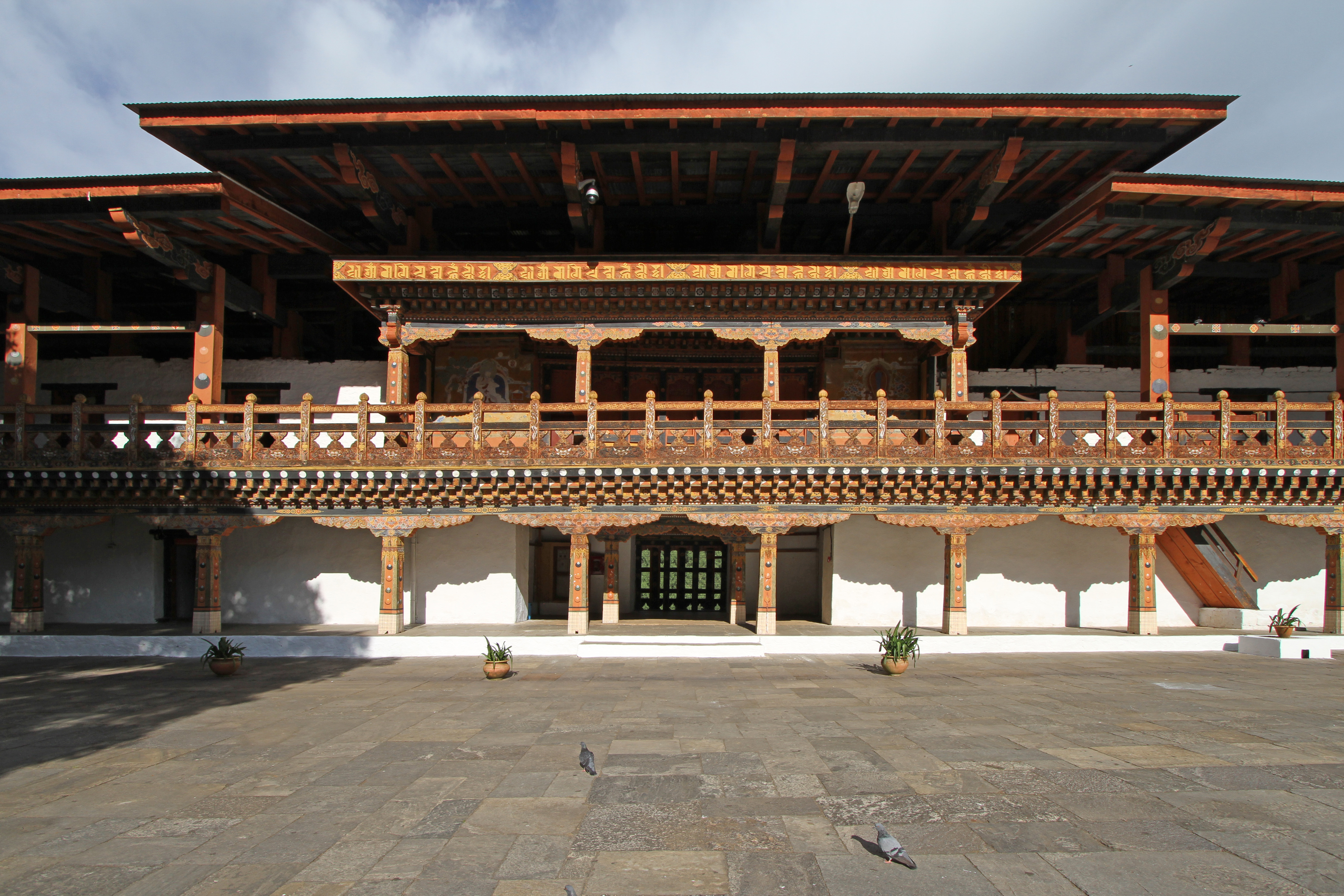
Дзонг
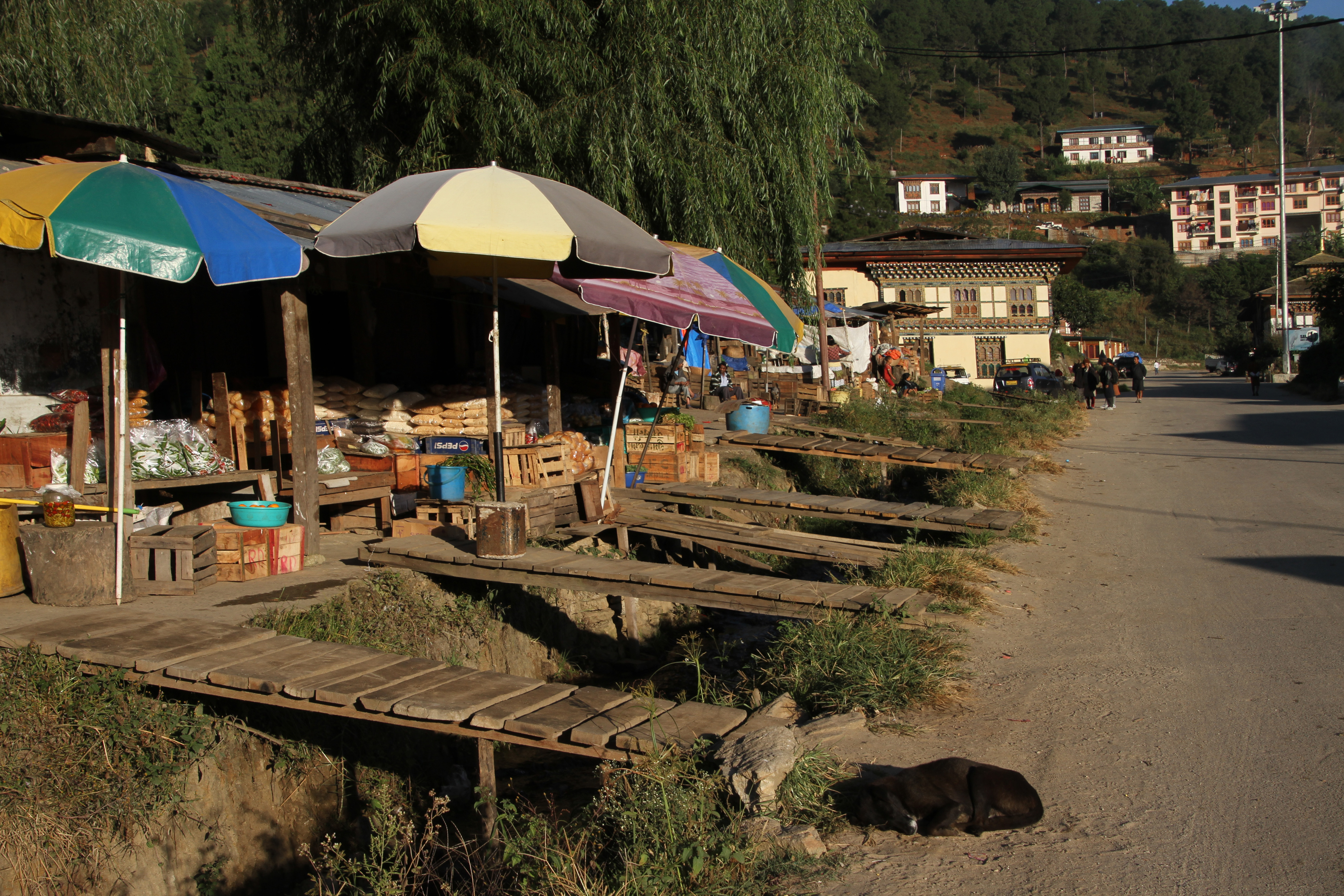
Лобеса
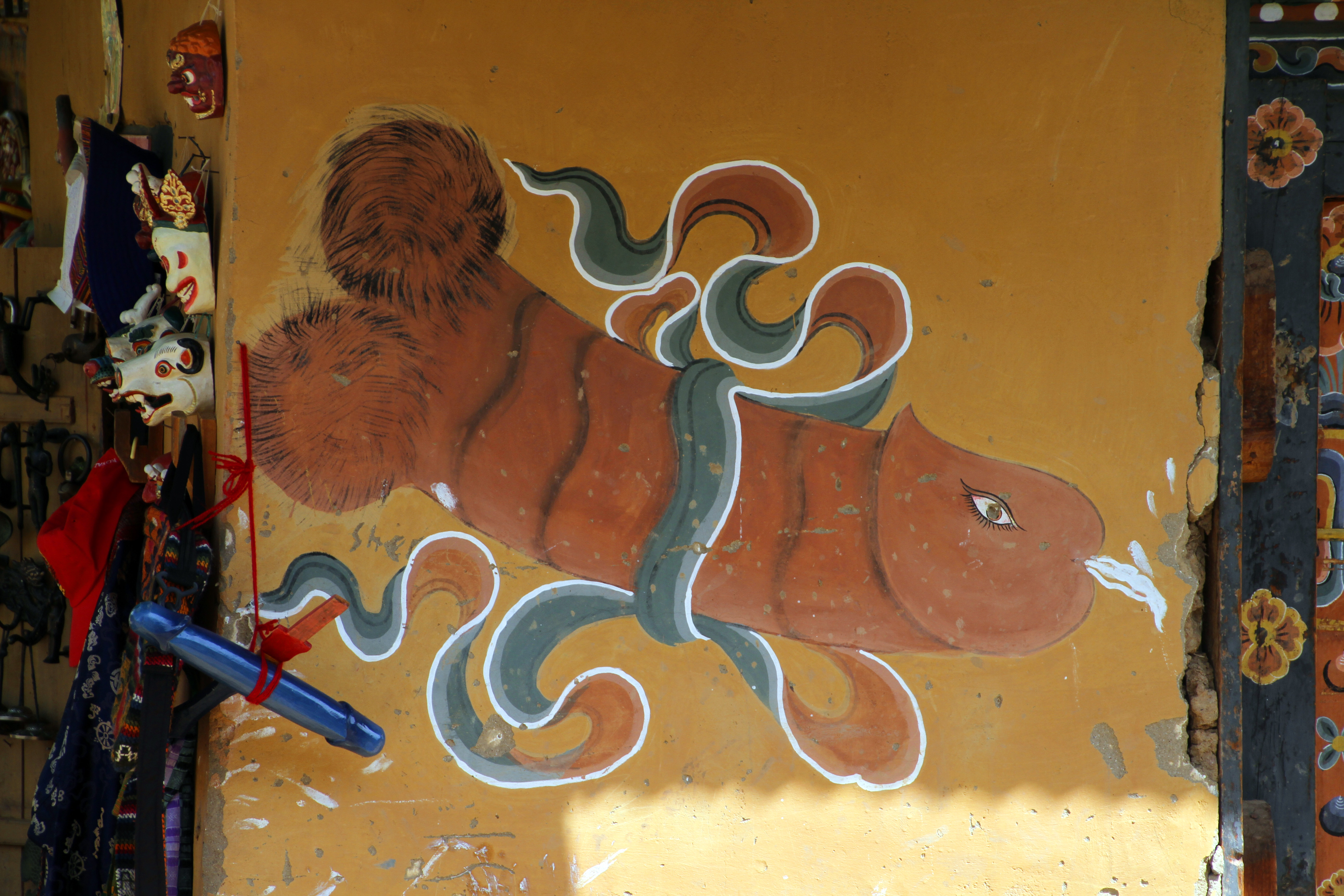
Сопсоха
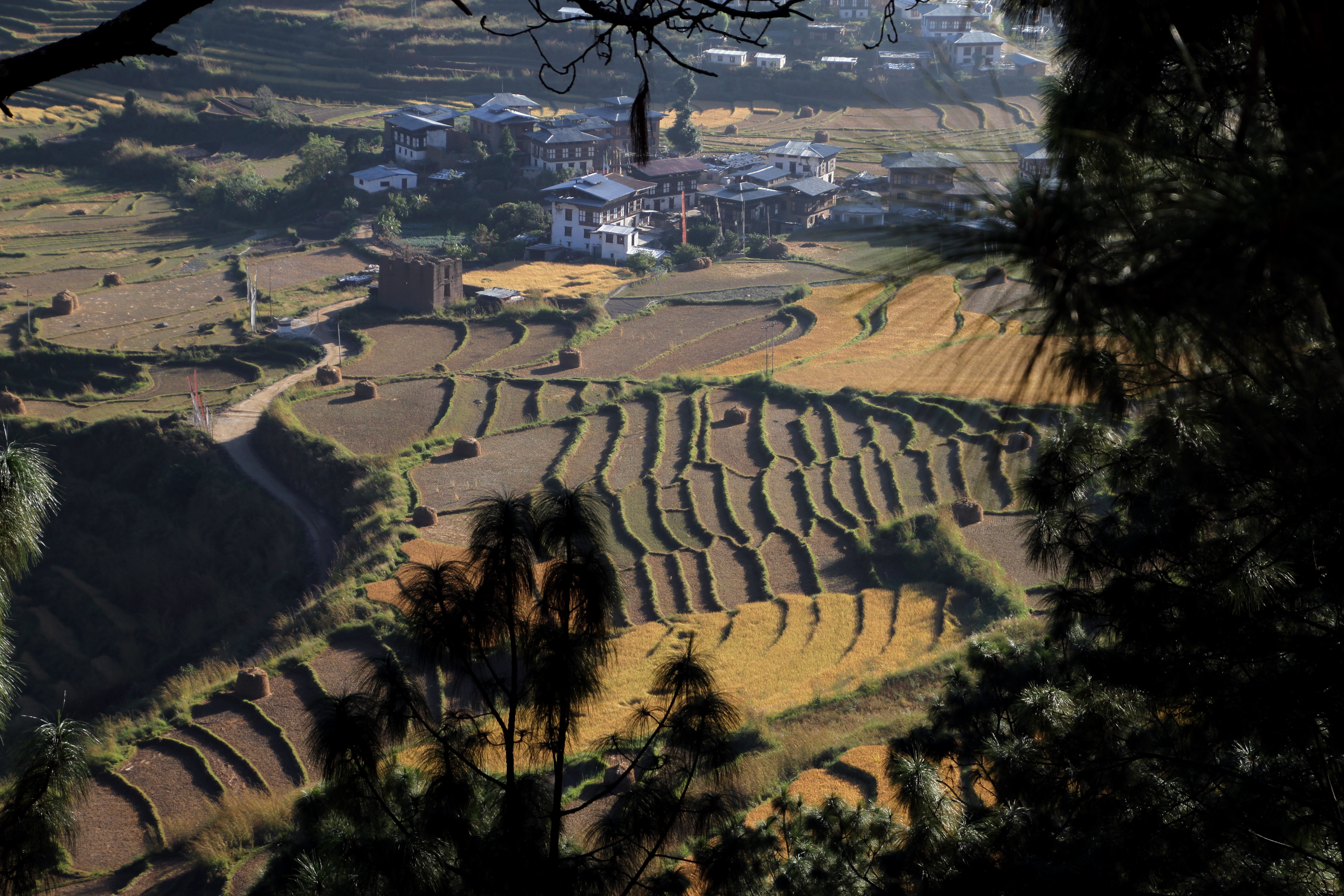
Йоваха
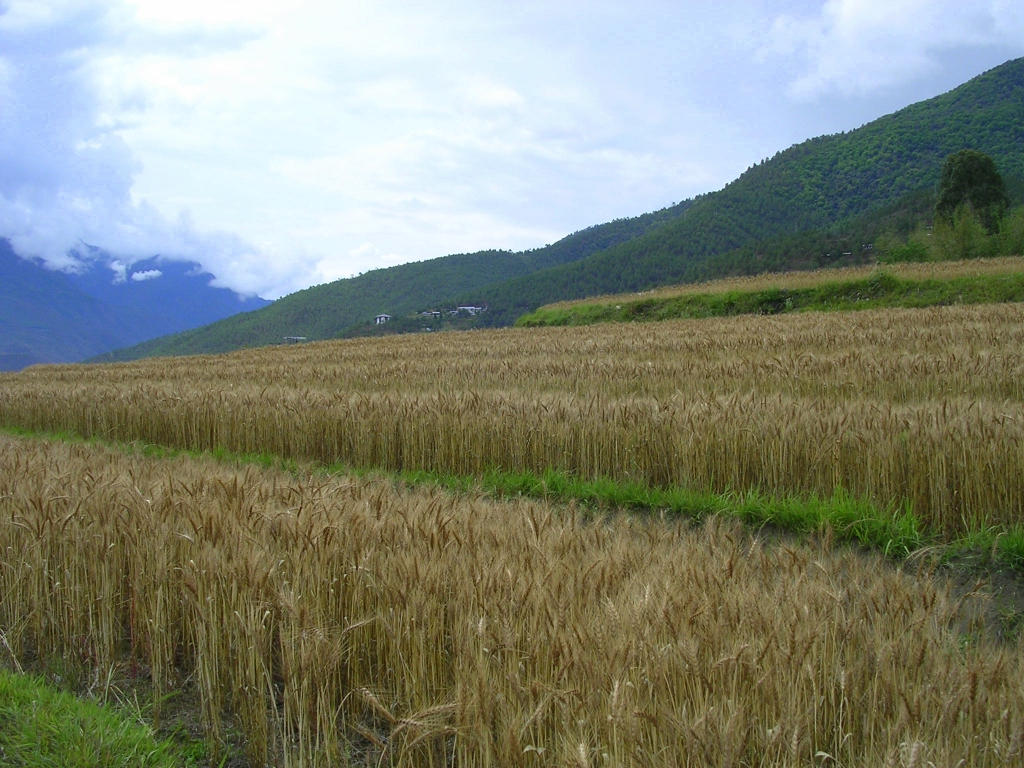
Террасное земледелие в долине Пунакха

## Достопримечательности
- Пунакха-дзонг
- Консольный мост через реку Мо-Чу